# Jacqueline Blom
Jacqueline Blom (Oegstgeest, 16 april 1961) is een Nederlands actrice.

## Levensloop
Jacqueline Blom is de dochter van Maarten Blom, theoloog, en Thesa de Kock van Leeuwen, bestuurder. Ze studeerde af aan de Toneelschool Maastricht. Ze is vooral bekend van haar rol als Elise Bussink in de dramaserie Oud Geld en als zuster Ten Hoeven in de comedyserie Loenatik. Blom speelt in het vaste ensemble van het Ro Theater. Blom is getrouwd met de landschapsarchitect Adriaan Geuze; het echtpaar heeft drie kinderen.

## Televisie

### Vaste rollen
- Loenatik - Zuster Ten Hoeven (1995-2001)
- Oud Geld - Elise Bussink-Vermeer (1998-1999)
- Penoza - Justine de Heer (2012-2015)
- Volgens Robert - Jacqueline Finkelstein (2013)
- Volgens Jacqueline - Jacqueline Finkelstein (2015)
- Anne+ - Moeder Liesbeth (2018-2020)
- Oogappels - Moeder Fabie (2019-
- Nieuw zeer - Diverse rollen (2020-2024)
- Tweede Hans - Marleen (2022)
- Cast - Helen (2023)
- Dag & Nacht - Agaath (2025)

### Gastrollen
- Baantjer - Carla Bouber (De Cock en de moord met 300 getuigen, 1996)
- De zeven deugden - Anke (1999)
- All Stars - Mevrouw de Korver (2001)
- TV7 - Joy Freud (2002)
- Gooische Vrouwen - Loesch van Bokwijk (2005)
- Spoorloos verdwenen - Elsbeth Smid (De verdwenen huisarts, 2006)
- Van God Los - Rechercheur (Masterplan, 2011)
- Hoe mijn keurige ouders in de bak belandden - advocate Bakels (2021)
- Scrooge Live - Geest van het Verleden (vijfde editie, 2023)
- De Vuurwerkramp - Rechter (2025)

### Overig
- De Slimste Mens - Kandidaat (2016)

## Radio
- Geen noot is onschuldig – Frieda Belinfante (2017), een AVROTROS-productie, hoorspelserie in 16 delen, Toni Boumans (auteur), Peter te Nuyl (bewerking en regie) en Krijn ter Braak (verteller).
- Shortlisted[1] voor inspreker van de begintune (en jingles) voor het radioprogramma NOS Met het Oog op Morgen.

## Films
- Honneponnetje - Soeur John Gielgud (1988)
- Achilles en het zebrapad (1995)
- fl 19,99 (1998)
- Lek (film) (2000) gynaecologe
- De nacht van Aalbers - hoofdinspecteur Venhuis (2001)
- Loenatik: de moevie - zuster ten Hoeven (2002)
- Ellis in Glamourland - Anita (2004)
- Deining - Cella Vermeulen (2004)
- Leef! - Ellie (2005)
- Zwartboek - mevrouw Stein (2006)
- Zadelpijn (televisiefilm) - Agnes (2007)
- Wit licht - Agnes van Dam (2008)
- De ontmaagding van Eva van End - Etty (2012)
- Loenatik, te gek - zuster ten Hoeven (2014)
- Soof 2 - Huwelijkstherapeut (2016)
- Het hart van Hadiah Tromp - Mary ter Braak (2018)
- Penoza: The Final Chapter - Justine de Heer (2019)
- Zwanger & Co - Lidewij (2022)
- Ome Cor - mevrouw Spelt (2022)
- Kerstappels (televisiefilm) - moeder Fabie (2022)
- Dit is geen kerstfilm - Brechtje (2024)
- Goudappels (televisiefilm) - moeder Fabie (2024)

## Toneel (selectie)

### BijHet Nationale Toneel
- De Koopman van Venetië, van William Shakespeare, regie Ger Thijs
- Een hond begraven, van Karst Woudstra, regie Albert Lubbers
- De kersentuin, van Anton Tsjechov, regie Hans Croiset
- De mensenhater, van Molière, regie Albert Lubbers
- Bouwmeester Sollness, van Henrik Ibsen, regie Collin McColl
- Decadence, van Steven Berkoff, regie Johan Doesburg
- Brittanicus, van Jean Racine, regie Ger Thijs
- Design for Living, van Noël Coward, regie Ger Thijs

### BijTheatergroep Hollandia
- Leonce en Lena, van Georg Büchner, regie Johan Simons
- Yankeeweiland, van Kirstin Spicht
- De Val van Mussolini, regie Paul Koek en Dick Raaijmakers
- KLM Cargo
- Old Times, van Harold Pinter

### Bij hetRo Theater
- Nachtasiel, van Maksim Gorki, regie Alize Zandwijk
- Bloetwollefduivel, van Jan Decorte, regie Guy Cassiers
- The Woman Who Walked into Doors, opera naar het boek van Roddy Doyle
- Macbeth, van William Shakespeare, regie Alize Zandwijk
- De kant van Swann, van Marcel Proust, regie Guy Cassiers
- Dogville, naar de film van Lars von Trier, regie Pieter Kramer
- Onschuld, van Dea Loher, regie Alize Zandwijk
- Oedipus, regie Alize Zandwijk

## Musical
- Soldaat van Oranje - Koningin Wilhelmina (aug. 2013-jul. 2014)

## Prijzen
- 2015 - ShortCutz Amsterdam Annual Award, Beste Actrice voor A MAN FALLS FROM THE SKY